# روي سويهيوش
روي سويهيوش (باليابانية: 末吉 塁) (مواليد 26 يوليو 1996) هو لاعب كرة قدم ياباني.

## وصلات خارجية
- روي سويهيوش على موقع رابطة كرة القدم اليابانية للمحترفين (اليابانية)
- روي سويهيوش على موقع قاعدة بيانات كرة القدم.إي يو (الإنجليزية)
- روي سويهيوش على موقع Soccerway.com (الإنجليزية)
- روي سويهيوش على موقع عالم كرة القدم.نت (الإنجليزية)